# María Olaia Fernández Davila
María Olaia Fernández Davila (Castrelos (Vigo), Pontevedra, 27 de enero de 1954) es una sindicalista y política española de ideología nacionalista gallega.

## Biografía
Empleada comercial, inició su activismo en los años 1970 dentro del movimiento sindicalista, Intersindical Galega primero y, después, en la Intersindical Nacional dos Traballadores Galegos, donde ocupó diversos cargos, entre otros la secretaría de la Mujer. Miembro del Bloque Nacionalista Galego, ha mantenido puestos de responsabilidad en la dirección de la formación galleguista. Fue elegida por vez primera diputada al Parlamento de Galicia por la circunscripción de Pontevedra en las elecciones gallegas de 1993, cargo que renovó en las sucesivas convocatorias electorales hasta 2003. En ese mismo año fue elegida concejal del Ayuntamiento de Vigo. Al año siguiente, se presentó con éxito como candidata al Congreso de los Diputados, también por Pontevedra, y volvió a ser elegida en 2008 y 2011.